# Paranemastoma radewi
Espèce
Synonymes
- Nemastoma radewi Roewer, 1926
- Nemastoma riparium Roewer, 1951
- Nemastoma schenkeli Roewer, 1951
- Nemastoma polonicum Roewer, 1951
- Nemastoma insulare Roewer, 1951
- Nemastoma atanasovi Kratochvíl, 1958
- Nemastoma atanasovi balcanica Kratochvíl, 1958
- Nemastoma markovi Kratochvíl, 1958
- Nemastoma paspalevi Kratochvíl, 1958
- Nemastoma paspalevi nigrum Kratochvíl, 1958
- Nemastoma megarae Hadži, 1973

Paranemastoma radewi est une espèce d'opilions dyspnois de la famille des Nemastomatidae.

## Distribution
Cette espèce se rencontre en Bulgarie, en Turquie en Thrace orientale, en Grèce, en Serbie, en Bosnie-Herzégovine et en Croatie,,.

## Description
Les syntypes mesurent 4-5 mm.
Les mâles mesurent de 3,2 à 4,8 mm et les femelles de 3,7 à 5,7 mm.

## Systématique et taxinomie
Cette espèce a été décrite sous le protonyme Nemastoma radewi par Roewer en 1926. Elle est placée dans le genre Paranemastoma par Staręga en 1966.
Nemastoma atanasovi, Nemastoma atanasovi balcanica, Nemastoma markovi, Nemastoma paspalevi et Nemastoma paspalevi nigrum ont été placées en synonymie par Staręga en 1976.
Nemastoma polonicum a été placée en synonymie par Novak et Gruber en 2000.
Nemastoma riparium et Nemastoma schenkeli ont été placées en synonymie par Komposch et Gruber en 2004.
Nemastoma insulare a été placée en synonymie par Novak en 2004.
Nemastoma megarae a été placée en synonymie par Novak en 2005.

## Étymologie
Cette espèce est nommée en l'honneur de N. Radew.

## Publication originale
- Roewer, 1926 : « Opilioniden aus Höhlen des Balkan-Gebirges (Arachn.). » Entomologische Mitteilungen, vol. 15, p. 299–302.